# Gotlands runinskrifter 292
G 292 är en medeltida (1300-talet) gravhäll av kalksten i Lärbro kyrka, Lärbro socken och Gotlands kommun.

## Inskriften
Translitterering av runraden:
+: kuþ : naþi : nikula[sa] : sial : ok botiauþar : sial : ok : roþiauþur : sial : botulfr : i a(h)lu-u : l-t : mik : g-ra
Normalisering till äldre fornsvenska:
Guð naði Nikulasaʀ sial ok Botþiuðaʀ sial ok Hroðþiuðaʀ sial. Botulfʀ i ahlu-u l[é]t mik g[æ]ra.
Översättning till nusvenska:
Gud nåde Nikulas själ och Botjauds själ och Rodjauds själ. Botulv i ahlu-u(?) lät göra mig.
Både Botulv och Nikulas är vanliga namn på gotländska runstenar och nämns 15 gånger var. Kvinnonamn Rodjaud finns på G 111, G 112, G 242 och G 351; Bottjaudi finns på G 35, G 75 och G 255. Förmodligen formen roþiauþur  är felstavat med ur istället för ar, eller kan det vara drag av gutniska dialekt. Ortnamnet ahluku, ahlugu, ahlufu eller ahluþu kan vara felstavat Agnabo. [a]khnabo nämns på G 283 i Othems kyrka med liknande bolnisikorset som bomärke.